# ضفدع صالح الأكل
الضفدع الصالح الأكل (الاسم العلمي Pelophylax kl. esculentus)،
```
هو اسم للضفدع 
الأوروبي
 المشترك، المعروف أيضًا باسم 
ضفدع المياه المشتركة
 أو 
الضفدع الأخضر
 (ومع ذلك، يستخدم هذا المصطلح الأخير أيضًا لأنواع أخرى في 
أمريكا الشمالية
 ، 
ضفدع أخضر
 ). 
```

يُستخدم هذا الضفدع للغذاء خاصة في فرنسا، ويبلغ طول الأناث بين 5-9 سم، أما الذكور بين 10-11 وقد تصل إلى 12 سم.
وتعيش معظم الأشكال البالغة منها قرب الماء، وتلجأ إليه للتغذي أو الهرب من الأخطار، وهي تمتاز بجلدها الأملس الناعم
وتحمل أسنانًا على فكها العلوي فقط، وأطرافها الخلفية طويلة.
وهي ضفادع متوطنه في أوروبا.

## الروابط الخارجية
- ArchéoZooThèque : Edible frog skeleton drawing
- Species account on HerpFrance.com
- Video: Pool frogs and hybrid green frogs on يوتيوب. Mixed mating of pool frog and edible frog; pool frog are grass green and smaller.